# 不気田くん
『不気田くん』（ぶきたくん）は、『不思議のたたりちゃん』の作者としても有名な犬木加奈子によるホラー少女漫画作品。全3巻。続編である『真・不気田くん』が2巻まで刊行されている。どちらも電子書籍化されており、2018年6月現在『不気田くん』のみMediBang!で全話無料で閲覧できる。
また2020年には電子書籍限定で、『真・不気田くん』のその後を描いた短編『不気田くん　時の流れに…』が発表された。

## 物語

### 不気田くん
アラクネに心臓を黄泉の国へ持っていかれてしまい、誰からも愛される事は無くなってしまった不気田。空っぽの心を埋めるために真実の愛を探し続けるのだが……。
連載開始時はストーカー気質の怪人・不気田が惚れた女性を追いかけまわし、手前勝手な理屈で女性を死においやるという理不尽な作風だったが、徐々に不気田と何らかの利益と引換に恋人になる約束を交わした女性達が、不気田を裏切り自業自得の結末を迎える因果応報譚が増えていき、後半以降は登場する女性が不気田と純粋に惹かれあっていくものの、何らかの障害や他の思い人の出現により破局を迎える悲恋物語が中心を占めた。

### 真・不気田くん
『不気田くん』の続編。女性からやたら嫌われていた前作初期に比べて女性から不気田への悲恋物語が増えており、その多くはアラクネの生まれ変わりを追う不気田を振り向かせられないことが原因。アラクネに心臓をとられるまでの詳細が描かれたエピソードや、初めて不気田が友達と認める女性が登場するエピソードなど前作にはない見どころも。
前作より続く女性を追いかけ回すオムニバス形式の作品に加えて、『不気田くん』後半に登場した山田が成長して続投することでストーリーの時間軸が牽引されている。ただし山田のエピソードは1巻と2巻で時系列が逆となっているため、実際は1巻の最終話が不気田の最新状況となっている。

### 不気田くん　時の流れに…
2020年に電子書籍として配信された新作 。『真・不気田くん』で描かれた糸野奇子と不気田くんの物語のその後を、「不気田の心臓」に関わる異界由来の新規登場人物二人を交えて描いている。
ちなみに原稿自体の由来は、以前発表予定だったのが諸事情で叶わなかったものとされるが、2018年のクラウドファンディング企画との詳細な関係性は不明。

### 不思議の不気田くん
『不思議のたたりちゃん』の続編である『新・不思議のたたりちゃん』1巻の最終話に、『不思議の不気田くん』というタイトルのスピンオフ作品が収録されている。
『不思議のたたりちゃん』主人公の神野 多々里（かみの・たたり）が通う中学校に不気田が転校してくるというクロスオーバー作品となっており、例に漏れず不気田が多々里を永遠の恋人としてつきまとう形式をとっている。クラスメートで不気田の容姿と酷似したキャラクター、乃呂井 翔（のろい・かける）が誤って多々里をかばって不気田とキスしてしまったところに作者の犬木加奈子が現れ、作品執筆に関するちょっとした裏話を語るというギャグ色の強い作品。

### キャラクター大図鑑
『犬木加奈子の大恐怖！』に収録。多々里や不気田など、犬木加奈子作品のシリーズものに登場する主なキャラクターが紹介されている。誕生日や血液型などの基本情報から、好きな食べ物など作品内には登場しない設定も垣間見ることができる。

## 登場人物

### 主人公
木田不美男（不気田）
この漫画の主人公。名前通り陰気で不潔な容貌をしている。
アラクネに心臓を黄泉の国に持っていかれた。
面食いで美しい女性は全て自分に惚れていると思い込む悪癖がある。
容姿及び態度は物語の進行に伴い変化。序盤は眼鏡をかけており、卑屈で内気な性格であったが中盤は眼鏡を外しており髪型も変化、根拠のない自信に満ちたナルシスト、後半は飄々とした皮肉っぽい性格へと変わっていく。後半でアラクネの存在が明らかになってからは、容姿端麗な元の姿に一時的に戻る不気田が描かれることも多くなり、その姿を見た女性たちを驚かせ惹きつけることもしばしば。
元々は神話や民話の時代に生きた人間で、誰からも愛される代わりに誰も愛せない心臓を持つ青年だった。彼に裏切られたアラクネの呪いによって心臓を奪われ不死身となり、真実の愛を求めてさまよいながら6～18歳を繰り返して生きている。最初の養父母である目羅博士のカルテ以来、100年以上の研究データが残存。

### 『不気田くん』に登場する女性
マツ子
不気田のクラスメート。ツインテールで愛らしい容姿をしている。勝気な性格で少々口が悪い。
ブードゥーの呪いによりゾンビと化した不気田に追いかけまわされ、逃走中にダンプカーにはねられ死亡する。
野々花蝶子
不気田とは隣のクラス。黒髪長髪の楚々とした美少女。基本的には良識的かつ冷静だが裏表があり、男子生徒に媚を売る癖がある。
不気田に蝶と一体化する呪いをかけられ、現身と化した蝶を針で刺されたことにより、柵に刺さって失血死する。
中林ミコ
新人アイドル。巻き毛の可憐な美少女だが内面は傲慢で冷徹。
初出演のTV番組を視聴していた不気田に惚れられる。不気田の超能力により人気アイドルとなる。愛よりもアイドルとしての地位と名誉を欲する姿に失望した不気田によりVを模した異空間に閉じ込められる。最終的に不気田に見限られ、消滅する。
霧崎先生
不気田を診察した美人開業医。自分の医者としての能力の低さにコンプレックスがあり、少女趣味。また極度の小心者で血を見ただけでゲロゲロと吐いてしまう。
親の跡を継いで医院を経営しているが、腕の悪さと熱意のなさが仇となり、開店休業状態。不気田の超能力を見せつけられて発狂し、自分にも治療の超能力があると思い込む。結果、患者を惨殺した上に、自らをメスで切り刻んでしまう。
マリモ
5歳。フランス人形のように美しい幼女。ませておりとてもわがまま。
不気田の調合した薬により体のみ成長する。5歳の知能のままに夜の街を遊び回るが薬の効果が止まらず、一晩で老衰してしまう。彼女の死を悟った不気田はその死を悼み、涙を流した。
昼野夢子
小柄で眼鏡をかけた美少女。視力が非常に低く、裸眼では何も見えない。内気で純粋なロマンチスト。趣味は漫画をかくこと。
不気田と心を通わせ一時は良い雰囲気となるが彼女が本当に愛していた男性は幼馴染のヤナセだった。ヤナセが身を挺して夢子を護ろうとした為、不気田は夢子から身を引いた。
青空ひばり
ウェーブヘアが特徴的な美少女。類稀な美声を持ち、合唱部のエース的存在。勝気で自分の感情に正直。
不気田を拒絶した為に、逆恨みで声を奪われるが歌を捨てることも不気田の恋人になることも受け入れられず、屋上から投身自殺する。
香上亜里須
顔立ちはとても美しいが生まれつき顔の半分が爛れている。そのため性格も暗く、クラスではいじめられっ子である。
不気田に永遠の愛を誓うことで顔の爛れを治してもらうが不気田を裏切った為、全面が爛れた顔にされてしまう。
ドンナ（人形）
ドンナという女児の人形。
幼少期の不気田にとって人形は魅惑的に見えたため、自宅に造り付けたドールハウスで遊ぶことを引き換えにドンナに人形を置いて帰ることを約束させる。ドンナ本人ではなく人形に入れ込んでいく不気田だが、女の子が持って遊ぶことで魅力を持つことに気づいてしまう。不気田は成長して処刑されたドンナの心臓を持ち帰って人形に移し替えるが、やはりもう魅力的には見えなかった。
門間リサ
細面の妖艶な美少女。美術部部長。
落ち着いた雰囲気の持ち主だが内面は芸術家肌の劇場家である。絵の腕前はかなりのものであり、孤高を気取った面もある。
不気田の魔力により現実と連動した絵の中で弄ばれるようになり逆上して不気田を殺害する。その後生き返った不気田の報復により不気田が描いた棺桶の中で永遠に過ごすことになる。
八瀬鯛子
イモ虫と呼ばれるほどに肥え太った女学生。
自分をかばってくれた不気田に恋し、永遠の愛を誓うならどんな姿にでもしてくれるとの約束から不気田の作った薬でイモ虫のようなサナギに変貌してしまうが、その後孵化。蝶のような女性になるはずが薬の調合ミスによって蛾の特性を持ってしまった鯛子は、短い一生を終える前に不気田との子どもを残そうとするも拒まれ、夜の街で男を引っ掛けた。舞い戻ってきた鯛子は部屋一面に卵を産み付けるが、不気田が灯したロウソクによって家ごと全焼してしまう。
アラクネ
不気田に呪いをかけた張本人。自身も生まれ変わりや憑依を繰り返し、度々不気田の前に現れる。
元々は神話や民話の時代に生きた三姉妹の次女で、織物の才能を持つ。生真面目で織物以外に目もくれなかったが、不気田に恋をしてからは仕事が滞ったため村人が不気田をけしかけて織物をさせることに。アラクネを騙して機を織らせることに疲れた不気田に深く傷つけられ、自らの心臓に針を刺して自害ののち誰も愛せない不気田の心臓を奪い、愛されずに生き続ける呪いをかけた。
荒木九根子
本作で初めて登場するアラクネの生まれ変わりで、心臓が2つある。編み物が趣味の美人だが、誰のことも愛さない。
九根子がアラクネだと確信した不気田にボウリング場の地下駐車場に閉じ込められ、恐怖から前世の記憶を取り戻す。その後土グモに変身して穴へと消えたはずだが、死体だけが残った。
山田
作中で唯一、成人以降も不気田と共に過ごして愛を捧げた女性。
高校時代に不気田の不死身の秘密を知り、不遇な身の上から彼を愛するようになるが愛されることはなかった。クラスメートで誰からも愛される荒木九根子をアラクネと信じて監禁し、ついには死なせてしまった不気田を恨んだ同級生から守るために一緒に逃げるも、自身の作った毒薬で殺してしまう（実際には薬に毒としての効能はなかった）。何年か後に生き返った不気田を見つけ、続編へとストーリーが続いていく。

### 『真・不気田くん』に登場する女性
蔵野星子
鏡に「アラクネ・アラクネ・アラクネ」と唱えるまじないでカエル王子（不気田）を呼び出した。
テスト答案を盗んできた鏡の中の不気田に合わせ鏡を行うことで鏡の世界が現実となり、不気田と恋人にされてしまう。醜い不気田を嫌った星子は鏡を割って元の世界に戻そうとするが、それをきっかけに不気田はアラクネを思い出して去り、星子は不気田を愛していたことに気づく。
糸野奇子（あやこ）
6歳。山田博士死亡後、時系列としては最新のアラクネの生まれ変わり。
両親がトラックで轢死し、不気田と山田博士が住んでいた洋館に住むことに。呪いのせいで、無理に愛を求めると相手が死んでしまうと悟った不気田は、奇子の部屋の天井裏から見守って望みだけを叶え続けた。不気田の心臓を持つ奇子は誰も愛せないまま、成長しても洋館に住み続けている。
『不気田くん　時の流れに…』で描かれたその後では成長する中、偶々の遭遇から「不気田」の存在を認識し、成人後その経験や入手した山田博士のファイルを元に小説を書き人気作家になり「不気田」を生涯追い続けるも、最期まで逢う事のないまま老境を迎え、「不気田の心臓」をアラクネから預かり自らもまた不気田に執着していた黒い女「ヨミ」の訪れによって人生を終えた。
マユ子
12歳、中学1年生。不気田の身体を調査している薬品会社の研究員の娘。
居候してきた不気田が虫捕りに出かけた折に出くわしたクラスメートの門城チヨ子に惚れて以降、彼への恋心に気づく。不気田に貸した人形がチヨ子の分身となっていることに気づいて川に捨ててしまい、チヨ子と不気田どちらも失ってしまう結果となる。
門城チヨ子
中学1年生。マユ子のクラスメートで、美人だが誰も好きにはならない。
偶然マユ子が連れていた不気田と出会ってから、人形を依り代として夢の中で好き放題されてしまう。疲れ果てて直談判に行くも、マユ子が人形の秘密を暴いて川に捨てたことで同じように川へ落ちて溺死してしまう。
網野糸子
夢で逢った「金の男」を求めるアラクネの生まれ変わり。出生時から心臓が2つあった。
外出時に水中から現れた不気田を発見した後不気田が同じクラスに転入し、付きまとわれる。学園祭で蜘蛛男に扮する不気田に捕まり、アラクネの記憶を取り戻して不気田の顔を金の斧で切り落としている際に他クラスの男子の愛によってアラクネの憑依が解け、心臓も1つに戻った。
山田博士
前作から引き続き続投するキャラクターで、不気田へ永遠の愛を誓って博士となり、心臓のない不気田に移植手術を行って不死身の呪いを解こうと試みるがことごとく失敗。30～40年ほど医学的見地から不気田の身体を元に戻すために奮闘するもアラクネの呪いに抗えず、晩年は医学シンポジウムに向かう飛行機が墜落して死亡。
『不気田くん　時の流れに…』でも不気田の追想内に登場しており、同作後半では彼女の思いを「母の愛」になぞらえていた。
白井ユキ
一見男子に見えるため「ユーキ」と呼ばれる中学2年生。容貌に劣等感を抱いている。
幼少期に出会った不気田に女であることを見透かされた記憶を持って中学生になるが、休学中だったとされる不気田が突然クラスに現れ、以前会った姿と変化がないことに疑問を抱く。後をつけて不気田の家を突き止め、山田博士に不死身の秘密を明かされる。不気田が初めて友達と認めた女性だがユキ本人は恋愛感情を抱いていることに気づいてしまい、山田博士に自身の心臓を不気田に捧げるよう頼み込む。不気田はユキに心臓を返して消えてしまい、その日を境にユキは美しい容貌へと成長していく。しかし、真実の愛を知ってしまったユキは不気田と同じように成長しても誰も愛せなくなった。

## OVA
『学校が怖い』のタイトルでOVA化。内容は漫画「不気田くん」の1巻と2巻の一部。

### キャスト
- 不気田くん（山口勝平）
- マツ子（南央美）
- 蝶子（丹下桜）
- リサ（寺田はるひ）
- 夢子（矢島晶子）
- ヤナセ（津久井教生）
- 男子生徒（小栗雄介）
- ナレーション（犬木加奈子）

### エンディングテーマ
- 「Yours」east cloud

## クラウドファンディング
作者の犬木加奈子により、2018年4月19日～2018年5月30日 23:59にかけて「恋愛ホラー漫画『不気田くん』続編プロジェクト」と題し、CAMPFIREにてクラウドファンディングが行われた。
「最終回の続きから始まる新たな展開。不気田とアラクネの他にいた協力者の純愛物語をぜひ描きたいと思っています。新たなキャラクターも沢山登場し、さらに不気田の呪われた心臓の謎にせまりながら、黄泉の国の隠された悲恋も語られていきます！」と、『真・不気田くん』以降の続編を執筆するとの内容で資金募集を開始。
資金の使い道は漫画制作やアシスタント、単行本製本の費用など本作を制作・販促するのに必要な経費とされており、リターンはイラスト付きお礼メールや直筆サイン入り限定版単行本プレゼントなどファンにとっては魅力的な内容が用意されていた。特に10万円コースでは似顔絵もしくはイラストリクエスト、20万円コースでは作中に登場する権利も含まれており非常に豪華だったものの、目標金額の240万円を達成できずに今回のクラウドファンディングは終了となっている。

### クラウドファンディング（2018年4月）結果[3]
- 支援総額：1,495,123円／240万円
- パトロン数：105人